# Ikaalinen
Ikaalinen (Zweeds: Ikalis) is een gemeente en stad in de Finse provincie West-Finland en in de Finse regio Pirkanmaa. De gemeente heeft een landoppervlakte van 750,48 km² en telt 6.804 inwoners (2022).

## Geboren
- Krista Lähteenmäki (1990), langlaufster

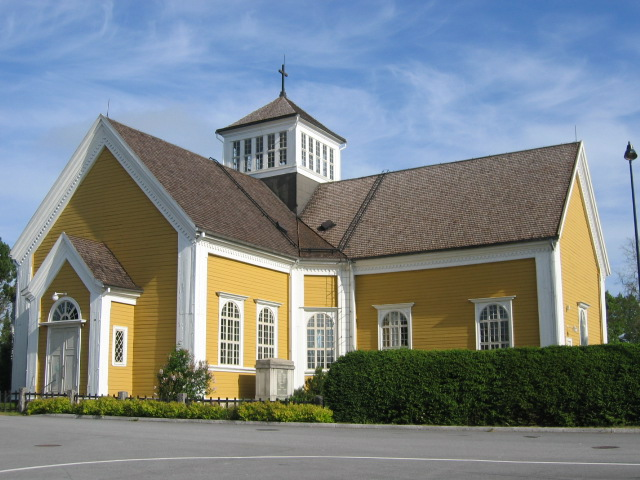
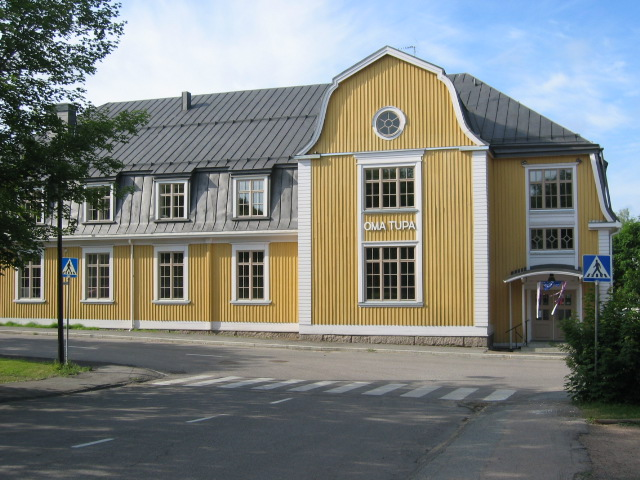
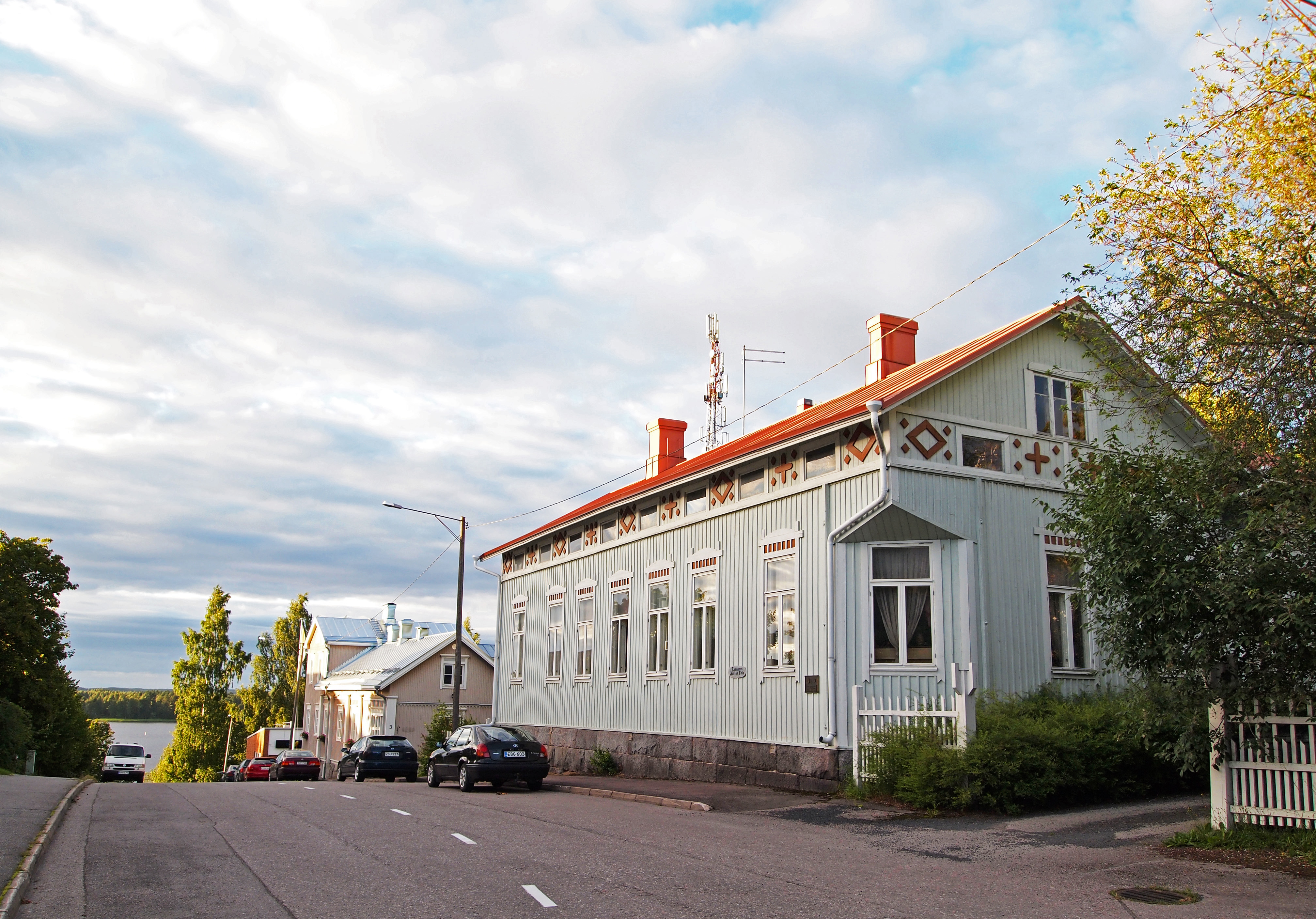
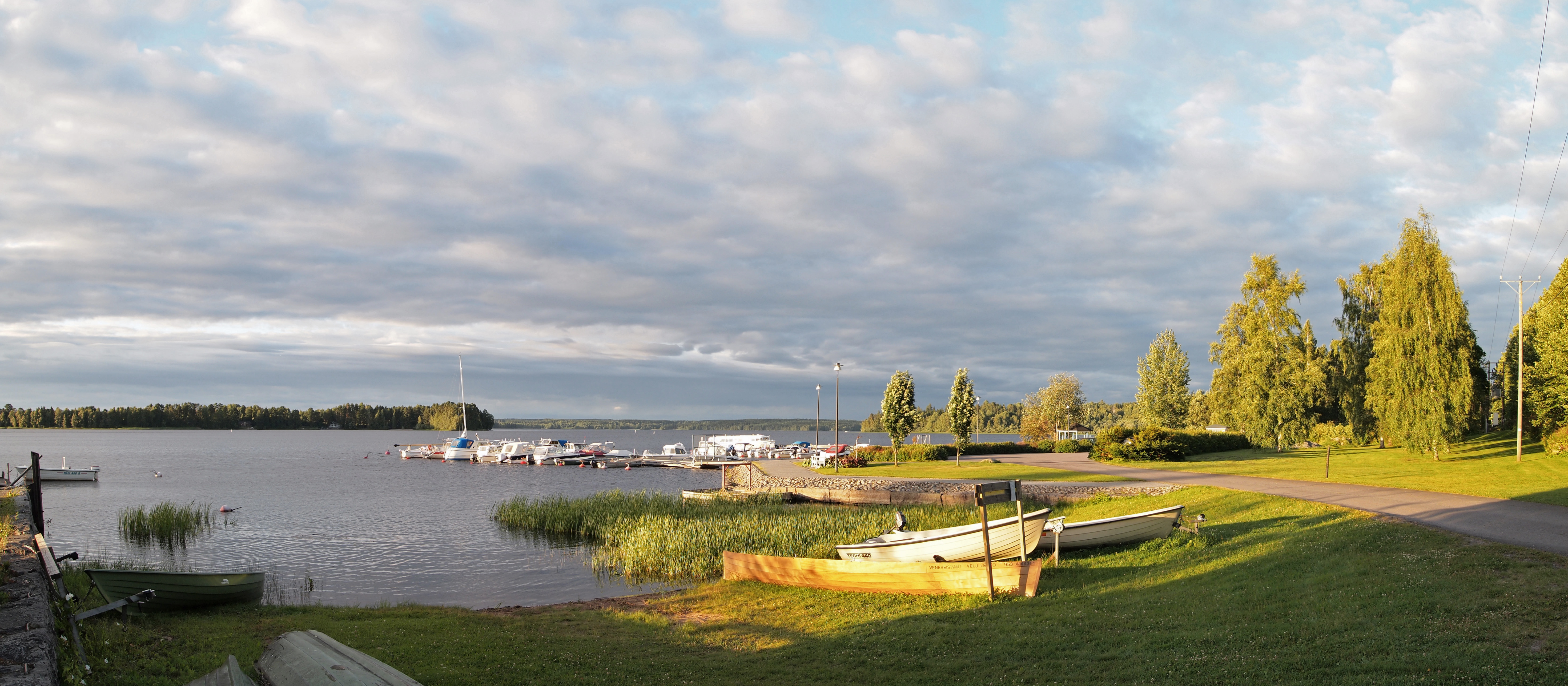